# Zeffiro (nome)
Zeffiro  è un nome proprio di persona italiano maschile.

## Varianti
- Maschili: Zefiro[2][3]
  - Alterati: Zefirino, Zeffirino[1][2]
- Femminili: Zeffira[2][3], Zefira[2][3]
  - Alterati: Zefirina, Zeffirina[2]

### Varianti in altre lingue
- Ebraico: צַפְרִיר (Tzafrir)[4]
- Greco antico: Ζέφυρος (Zephyros)[4]
- Inglese: Zephyr[4]
- Latino: Zephyrus[4]

## Origine e diffusione

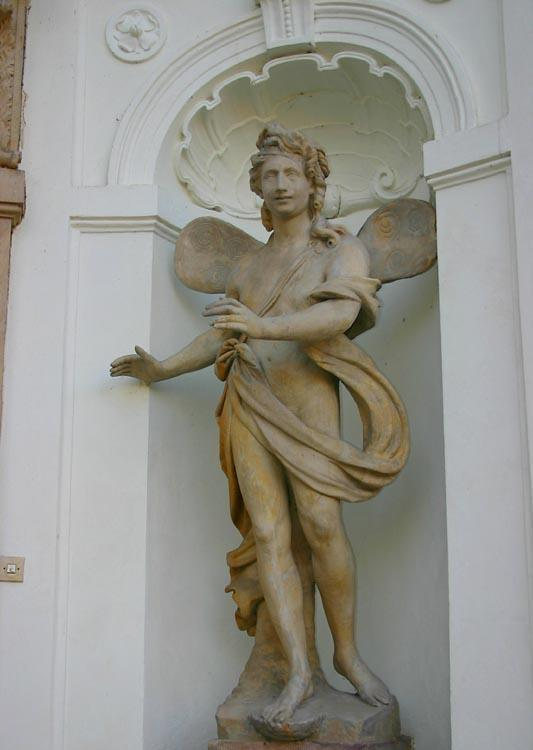
Statua di Zefiro nel parco Łazienki, a Varsavia

Si tratta di un nome di matrice classica, ripreso da quello di Zefiro, personificazione del vento di Ponente nella mitologia greca.
Esso risale, tramite il latino Zephyrus, al greco Ζέφυρος (Zephyros), sempre indicante il vento, la cui etimologia non è del tutto certa: generalmente viene ricondotto a ζοφος (zophos, "occidente", "regione oscura", "tenebre", cioè l'occidente, dove cala il sole), con il significato di "vento dell'ovest", "vento di ponente". L'antica ipotesi che lo considerava una riduzione di ζωεφόρος (zoephoros, "che porta vita") viene respinta dagli studiosi moderni, che la bollano come etimologia popolare.
Da Zeffiro deriva il nome Zefirino (che viene spesso considerato un semplice diminutivo).

## Onomastico
Nessun santo ha mai portato questo nome, che è quindi adespota; l'onomastico si può festeggiare il 1º novembre, in occasione di Ognissanti.

## Persone

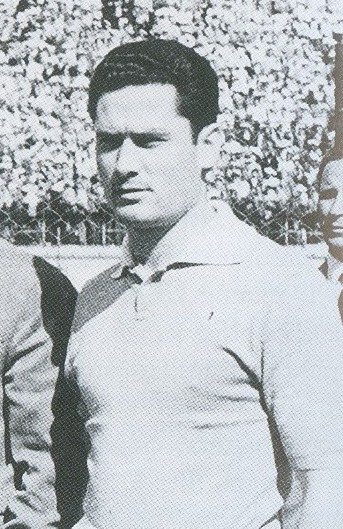
Zeffiro Furiassi

- Zeffiro Ciuffoletti, storico italiano
- Zeffiro Furiassi, calciatore e allenatore di calcio italiano
- Zeffiro Paulinich, calciatore italiano

## Il nome nelle arti
- Zephyrus, personaggio dell'anime Unico, il piccolo unicorno.